# Grb Občine Ribnica
Grb Občine Ribnica ima obliko ščita rdeče barve, čez katerega diagonalno od spodnje leve proti gornji desni strani poteka belo polje z modro ribo. Najstarejša znana upodobitev je v Valvasorjevem delu Opus insignium armorumque iz leta 1687–1688.